# Тригуби
Тригу́би — село в Україні, у Лебединській міській громаді Сумського району Сумської області. До 2020 орган місцевого самоврядування — Калюжненська сільська рада.
Населення становить 7 осіб.

## Географія
Село Тригуби знаходиться на відстані 0,5 км від сіл Ляшки і Вершина.

## Історія
За даними на 1864 рік на казенному хуторі Лебединського повіту Харківської губернії мешкало 65 осіб (29 чоловічої статі та 36 — жіночої), налічувалось 10 дворових господарств.
12 червня 2020 року, відповідно до Розпорядження Кабінету Міністрів України № 723-р «Про визначення адміністративних центрів та затвердження територій територіальних громад Сумської області» увійшло до складу Лебединської міської громади.
19 липня 2020 року, після ліквідації Лебединського району, село увійшло до Сумського району.